# Shrapnel Records
Shrapnel Records – amerykańska wytwórnia muzyczna zorientowana na muzykę heavymetalową. Powstała w 1980 roku z inicjatywy producenta muzycznego Mike'a Varneya. Shrapnel Records wydała płyty takich zespołów i instrumentalistów jak: Hawaii, Chastain, Tony MacAlpine, Vinnie Moore, Joey Tafolla, Marty Friedman, Jason Becker, Greg Howe, Racer X, Cacophony, Richie Kotzen oraz Phantom Blue.